# August Wieser
August Wieser rytíř z Mährenheimu (17. května 1847 Brno – 27. března 1916 Brno) byl moravský politik německé národnosti, poslanec zemského sněmu a brněnský starosta (1894–1916).

## Mládí a studium
Narodil se v rodině Josefa Wiesera, sekretáře moravských stavů a později císařského rady povýšeného v roce 1877 do rytířského stavu, a jeho ženy Marie Sturmové, neteře poslance Eduarda Sturma a praneteře brněnského starosty Rudolfa Otta. Strýcem Augusta Wiesera byl teolog a rektor olomoucké univerzity Franz Christian Wieser.
Vystudoval brněnské gymnázium a práva na univerzitě ve Vídni. V roce 1875 se stal advokátem.
V roce 1871 se oženil s Idou Leitnerovou (1848–1907), s níž měl dvě dcery. Po její smrti se v roce 1908 oženil s ovdovělou Justýnou Rosolovou (1864–1927), rozenou Bumbalovou. Toto manželství zůstalo bezdětné.

## Politická činnost
Od roku 1882 byl členem obecního výboru města Brna, roce 1894 byl zvolen brněnským starostou. Politicky se řadil k německým liberálům, i když od konce 90. let nepatřil k jejich vedoucímu křídlu.
Během jeho vedení města Brna byl vybudován vodovod z Březové nad Svitavou, elektrifikována brněnská tramvaj, vznikla městská plynárna (1896), elektrárna (1897) a spalovna odpadu (1905). V letech 1896–1916 proběhla převážná část asanace historického centra Brna. Zasloužil se o zřízení Městského muzea a angažoval se i v Uměleckoprůmyslovém muzeu. V hospodářské politice zastával národnostně smířlivá stanoviska, byl však odpůrce zřízení české univerzity v Brně. Působil ve vedení řady spolků a Zemské hypoteční banky.
Od roku 1894 byl také poslancem moravského zemského sněmu.
Stal se čestným občanem Brna, roku 1904 obdržel řád Františka Josefa. V letech 1903–1922 po něm byla pojmenována dnešní Dvořákova ulice v centru Brna, v letech 1922–1946 současná Helceletova ulice ve Stránicích (zpočátku její část, od roku 1942 celá).